# Los Jaivas en Moscú
Los Jaivas en Moscú es un álbum en vivo de la banda chilena Los Jaivas que ilustra una de sus giras más insólitas: la que los llevó durante 1983 a mostrar sus estilos musicales a la entonces Unión Soviética.
Se cuenta que a uno de los conciertos realizados por Los Jaivas en Argentina, asistieron personeros de la fracción cultural del gobierno soviético (la agencia Goss Koncert), quienes buscaban en Latinoamérica músicos para invitar a tocar en la URSS. Impactados por la propuesta musical de la banda, y de vuelta en su tierra, proponen a las autoridades realizar con Los Jaivas una gira de un mes por las repúblicas socialistas soviéticas.
El 2 de septiembre de 1983 Los Jaivas llegan a Moscú, iniciando así la larga gira que los llevará a realizar, por más de un mes, treinta conciertos a lo largo de toda la Unión Soviética, incluyendo Moscú, Leningrado (actual San Petersburgo) y Novosibirsk en la República Socialista Federativa Soviética de Rusia; Alma Ata en Kazajistán; Frunze en Kirguistán; y Vilna en Lituania.
Este disco, en particular, nace de los conciertos efectuados en el Teatro Rossia de Moscú, entre el 9 y el 11 de septiembre de 1983. Como la edición fue exclusiva para la Unión Soviética, a través del sello estatal Melodiya, el vinilo es casi inaccesible o muy difícil de encontrar en la actualidad, y sus temas sólo los conocen los coleccionistas y los fanes del grupo que intercambian su música a través de internet.

## Datos

### Lista de temas
Lado A
1. "Sube a Nacer Conmigo Hermano" (Pablo Neruda/Los Jaivas) – 4:49
2. "Corre Que Te Pillo" (Los Jaivas) – 11:49

Lado B
1. "Pregón Para Iluminarse" (Los Jaivas) – 5:56
2. "La Poderosa Muerte" (Pablo Neruda/Los Jaivas) – 11:51

### Músicos
- Gato Alquinta – Voz, Guitarra, Percusión, Vientos y Otros.
- Mario Mutis – Bajo, Coros, Percusión, Vientos y Otros.
- Gabriel Parra – Batería, Coros, Percusión, Vientos y Otros.
- Claudio Parra – Piano, Percusión, Vientos y Otros.
- Eduardo Parra – Minimoog, Teclados, Percusión, Vientos y Otros.